# Linckia guildingi
Linckia guildingi är en sjöstjärneart som beskrevs av Gray 1840. Linckia guildingi ingår i släktet Linckia och familjen Ophidiasteridae. Inga underarter finns listade i Catalogue of Life.

## Bildgalleri

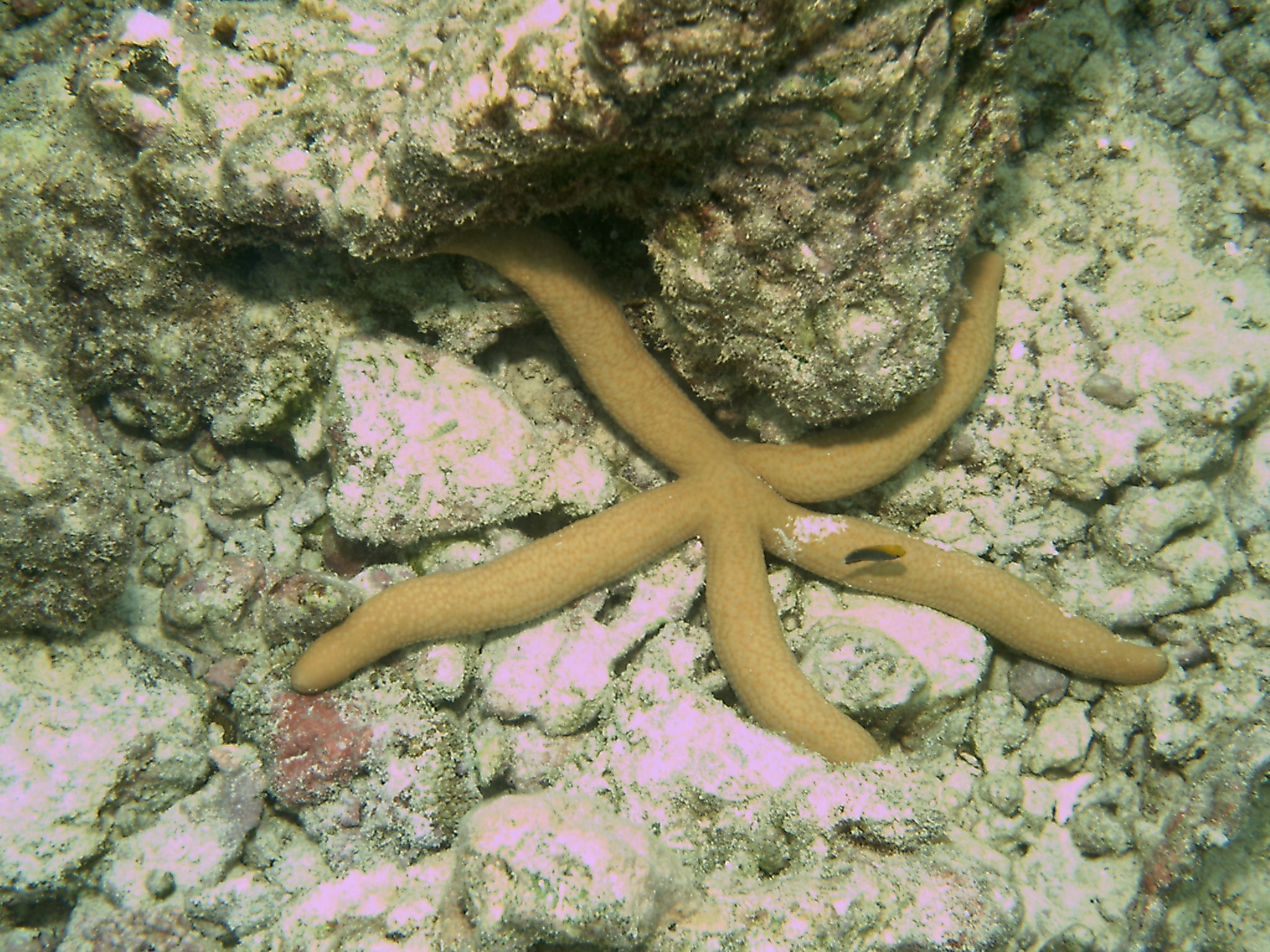